# 浦野雄幸
浦野 雄幸（うらの ゆうこう、1928年2月12日 - 2011年7月5日）は、日本の法学者。元裁判官。法務省で民事執行法など基本法の立法、法改正に携わった。1993年より東海大学大学院専任教授。弁護士。

## 略歴
- 1958年 東京大学大学院修了。判事補に任官。
- 1963年 立法作業に従事するため法務省民事局に出向し、不動産登記法、商法、会社更生法、民事訴訟法等の改正作業に参画、民事執行法の主任参事官として、同法を成立させる。法務省在任中、司法試験委員等を歴任。
- 1979年 東京高等裁判所判事に転出。横浜地方裁判所判事、名古屋地方裁判所判事、松山家庭裁判所所長。
- 1993年 判事退官、東海大学教授に就任、弁護士登録。

## 著書
- 『新・新不動産登記読本』（商事法務研究会、初版1966年、新版1994年）
- 『改正借地・借家法の解説』（大成出版社、1967年）
- 『株式会社監査制度論』（商事法務研究会、1970年）
- 『逐条概説民事執行法』（商事法務研究会、初版1979年、全訂版1981年）
- 『船舶執行の新たな展開（民事執行法の基本構造）』（西神田編集室、1981年）
- 『要点民事執行法』（商事法務研究会、初版1981年、新訂版1991年）
- 『条解民事執行法』（商事法務研究会、1985年）
- 『基本法コンメンタール民事執行法』（日本評論社、初版1986年、第4版1999年）
- 『新編判例・先例コンメンタール〈特別法〉不動産登記法（1～5）』（幾代通と共編）（三省堂、1999年）
- 『判例民事執行法』（三省堂、2005年）
- 『先例判例で読み解く新不動産登記法』（三省堂、2007年）